# Cabaret Voltaire

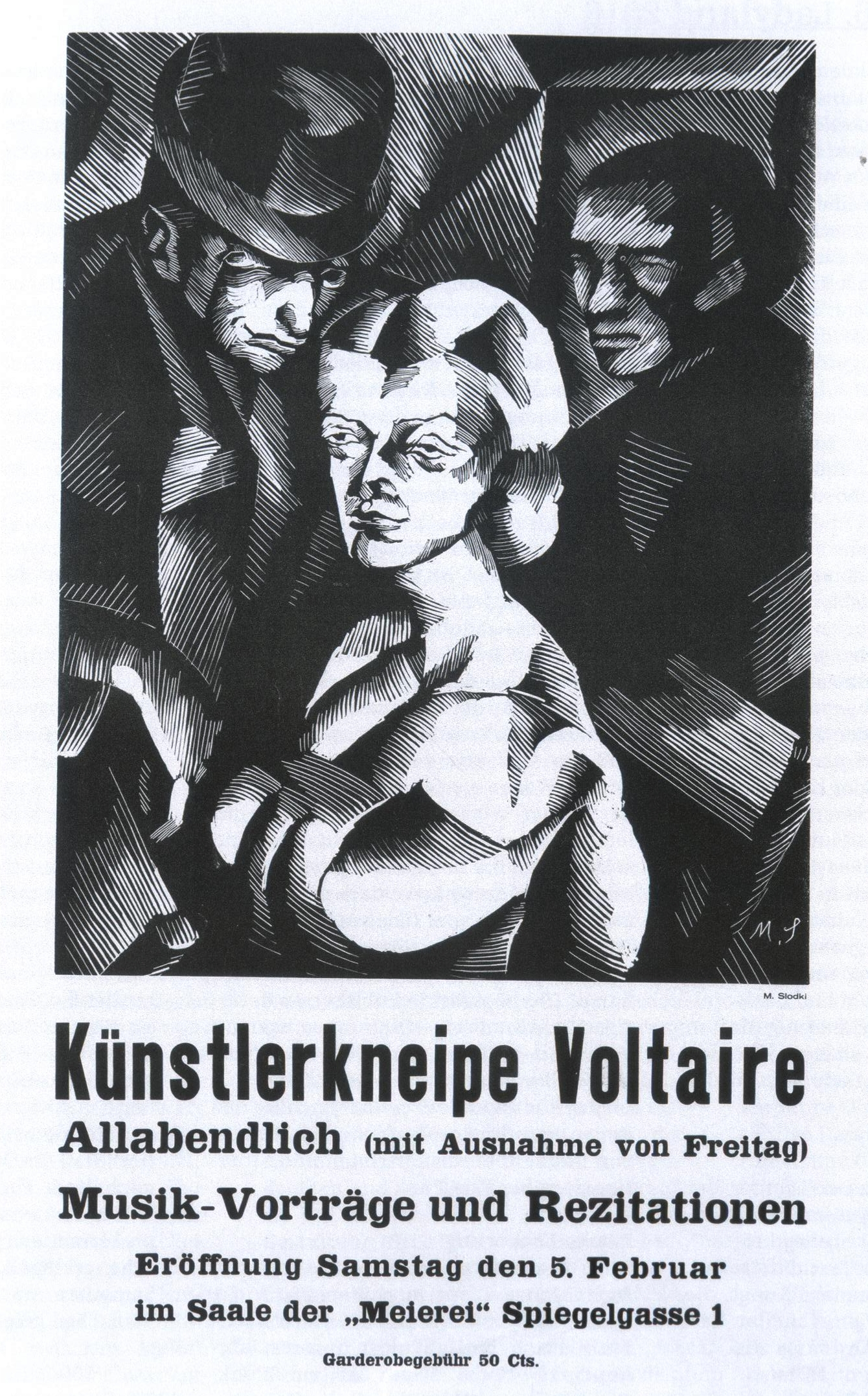
Marcel Słodkis affisch inför öppningskvällen den 5 februari 1916 av Cabaret Voltaire. "Konstnärskrogen Voltaire. Varje kväll (utom fredag). Musikframföranden och uppläsningar. Öppnar lördagen den 5 februari i "Meiereis" lokal på Spiegelgasse 1."

Cabaret Voltaire var en klubb i Zürich som 1916 blev startskottet för dadaismen, en avantgardistisk och anarkistisk konst- och litteraturströmning. Klubben, som låg inrymd i det så kallade Holländska Mejeriets lokaler på Spiegelgasse 1, grundades av Hugo Ball och hans blivande fru Emmy Hennings.

## Bakgrund
Vid första världskrigets utbrott 1914 blev Zürich i neutrala Schweiz i ett slag ett centrum för den europeiska intellektuella eliten – otaliga konstnärer, författare, skådespelare med flera från det internationella avantgardet samlades i staden. Det blev en tummelplats för manifestationer mot krig, chauvinism och gammalmodiga estetiska ideal. I denna anda att vilja göra upp med allt det etablerade föddes så småningom Cabaret Voltaire, ”en lekplats för galna känslor”.

## Kabarén
Cabaret Voltaire var en samlingspunkt för olika konstnärliga inriktningar. Det lästes dikt till slagverk (Huelsenbeck), det lästes simultandikt på olika språk (Tzara, Huelsenbeck och Janco), det dansades bisarra "kubistiska" danser, det bars groteska ansiktsmasker och märkliga kostymer. Det hela var inramat av bilder av olika konstnärer, bland andra Hans Arp. Allt kunde pågå samtidigt som ett enda kaotiskt skådespel.
I juninumret 1916 av Hugo Balls publikation Cabaret Voltaire fanns första tryckta förekomsten av ordet ”dada” – dadaismen hade nått offentligheten. När kriget led mot sitt slut spred sig konstnärerna och författarna över världen. Dadaismen slog rot i Paris, Berlin, Genève, New York och många andra platser.

## Cabaret Voltaire på 2000-talet
På senare tid började byggnaden, i vilken Cabaret Voltaire låg inrymd, att förfalla. År 2001 ockuperades det av en grupp konstnärer, som kallar sig själva för neo-dadaister, i protest mot en planerad nedläggning. De deklarerade att det var dags för dadaismens återuppståndelse, och under en period av tre månader hölls många konstnärliga aktiviteter och event, öppna för allmänheten. Den 2 april 2002 vräktes de illegala ockupanterna av polisen, men år 2004 öppnades byggnaden igen efter renovering med ett program fyllt av utställningar och event.